# Provence-Alpes-Côte d’Azur
Provence-Alpes-Côte d’Azur (PACA, okcitánul Provença-Alps-Còsta d'Azur) Franciaország délkeleti régiója, melyet délről Monaco és a Földközi-tenger, keletről Olaszország, északról és nyugatról pedig francia területek határolnak. Ez az ország egyik legfontosabb turisztikai régiója. Nagyobb városai: Marseille, Nizza, Toulon, Aix-en-Provence.

## Neve, történelmi részei
Mai területe nagyjából egybeesik az egykori Provence tartománnyal, kiegészülve a következő szomszédos területekkel: a Comtat Venaissin (Venaissin-i grófság) néven ismert egykori avignoni pápai állami terület; az 1860-ban csatolt egykori szardíniai-piemonti Nizza megye, amelynek tengerpartját Côte d’Azur néven ismerik; valamint a korábbi francia Dauphiné tartomány délkeleti része a francia Alpokban.
A régió zászlaja a hajdani provinciák jelképeit egyesíti:
- sas: Nizza városának, egyben a hajdani Nizzai grófságnak a jelképe
- delfin: az egykori Dauphiné provincia, valamint Hautes-Alpes megye (département) jelképe
- csíkok: eredetileg Katalónia színei, melyeket a Provence-i grófság is átvett.

Történelmi provinciák a régió határain belül:

PACA történelmi provinciái

- történelmi Provence (1482-től Franciaországé)
- északon a Dauphiné (1349-től francia terület)
- Avignon és Vaison Vaucluse (Franciaország a forradalom alatt integrálta)
- Nizza (Nice) megye (hozzácsatolva 1860-ban)
- Tenda és Briga (hozzácsatolva 1947-ben).
- Monaco egy független tengerparti enklávé.

A mai régió neve a nagyobb fenti részekre utal: Provence-Alpes-Côte d’Azur, rövidítése PACA. Bár hivatalos elnevezése változatlan, a régió 2018-ban felvette a Région Sud márkanevet, hogy elkerülje a teljes hosszú név és a népszerűtlen PACA rövidítés állandó használatát.

## Földrajza

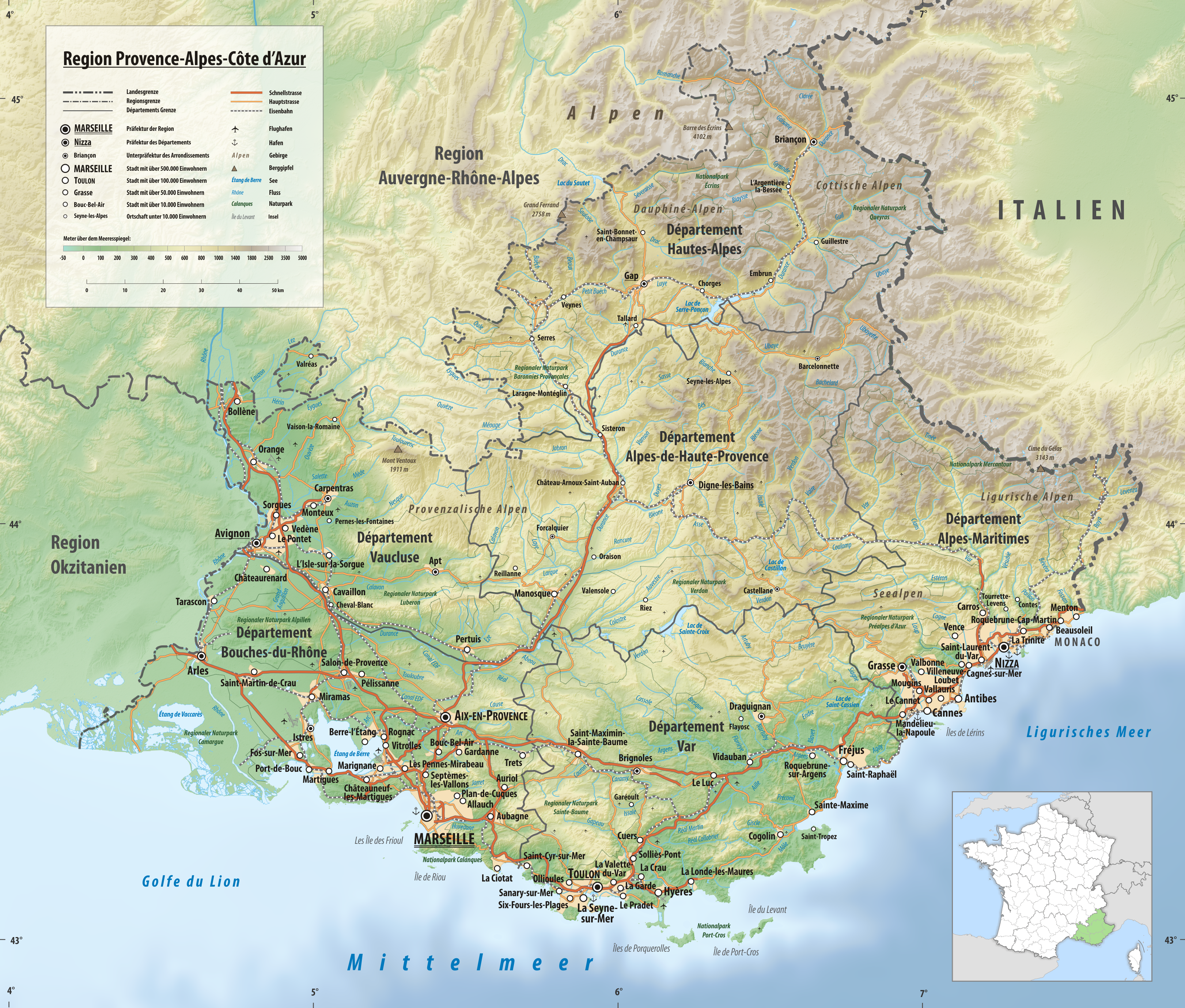
A PACA régió domborzati térképe

Provence-Alpes-Côte d'Azur régió területe 31 400 km². Északon Auvergne-Rhône-Alpes régióval, nyugaton Occitanie régióval, keleten Olaszországgal határos, déli határa a Földközi-tenger. A partvidék régióhoz tartozó része a Rhône-deltától kelet felé  – a közbeékelt Monaco kivételével – a francia-olasz határig terjed, magába foglalva a francia Riviérát is.
Tengerpartja több mint 700 km hosszan nyúlik el. A Riviéra öbleit és városait északon két alacsony, erdővel benőtt hegység keretezi, az Esterel és a Maures. A nyugati tengerpartot mészkő sziklafalak uralják, közéjük mélyen bevágódó tengeröblökkel. A Rhône deltájának két ága közötti vidék a Camargue híres, védetté nyilvánított területe tavakkal, (Vaccarès-tó), mocsarakkal, legelőkkel és rizsföldekkel. Nyugatabbra a Berre-tó (Étang de Berre) terül el, partjaira vegyipari üzemeket telepítettek.
A tótól északra fekvő Crau-síkság egykor sztyepp volt. Ez már a Belső-Provence (Provence intérieure) sok színű vidéke. A Crau déli része szárazabb, északi részén viszont a kiépített öntözőcsatornák hatására rétek, gyümölcsösök, olajfaligetek sorakoznak. Tovább észak felé az Alpilles (498 m) lejtős felszíne emelkedik ki a síkságból. Vöröses nyomok utalnak arra, hogy 1822-ben itt fedezték fel és kezdték bányászni a bauxitot (Les Baux-de-Provence). Keleten a Durance völgye választja el a szintén nyugat–keleti irányú, de jóval magasabb Luberon-hegységtől (1125 m).
A régió tájai, domborzati formái nagyon változatosak. A Rhône bal partján és itteni mellékfolyóinak (Aygues, Durance) völgyeiben a terep viszonylag sík. A Vaucluse-síkságot hordalék töltötte fel. A Középső- és a Felső-Provence-ban már az Alpok nyugati nyúlványai emelkednek. A Luberont is az Alpok előhegyei között említik a Lure- (1826 m), a Saint-Victoire- (1011 m), a Sainte-Baume hegyekkel (1147 m) és az északi Mont Ventoux-val (1910 m) együtt, melyeket néhol fennsíkok szakítanak meg (Valensole-fennsík).
A PACA régió keleti peremét a francia Déli-Alpok magashegységei uralják, melyeket többek között a Drôme folyó völgye választ el a francia Északi-Alpoktól. A Déli-Alpok az északinál némileg szárazabbak, folyóvölgyei szűkebbek, déli részein már a mediterrán éghajlat hatása érződik.
A régió magashegységeihez tartozik az olasz-francia határvidéken 3000 m fölé emelkedő Cotti-Alpok déli része. Attól keletre a Tengeri-Alpok (Alpes maritimes) terül el a Pelat-hegységgel (3051 m), melynek „szomszédja” a Mercantour-Argentera- (Gélas-csúcs az országhatáron, 3143 m) és a Trois-Évêchés-hegység (Tête de l'Estrop, 2961 m). A Dauphiné Alpok (Hautes-Alpes megye) Écrins-hegységében van Provence-Alpes-Côte d’Azur régió legmagasabb pontja (Barre des Écrins, 4102 m).
A francia Elő-Alpok (Préalpes) a nagy Alpok nyugati és északi peremét alkotó, főként mészkőből álló alacsonyabb hegyvonulatok csoportja, melynek észak–déli irányú hatalmas íve délen csaknem a tengerpartig húzódik. A déli Elő-Alpoknak a régióhoz tartozó részei (délről északfelé) a Nizza-i, a Castellane-i és a Digne-i Elő-Alpok. Az Elő-Alpok nedvesebbek és hóval fedettebbek, mint a központi Alpok. Gazdasági szempontból ez az erdők, a rétek és az állattenyésztés kiváltságos területe, valamint a természeti környezettel egyensúlyban lévő hagyományos hegyi civilizáció vidéke.
A régióban az urbanizáció miatt 1970 és 2000 között a művelt terület 20%-kal csökkent, különösen a tengerparti részeken.

## Vízrajza

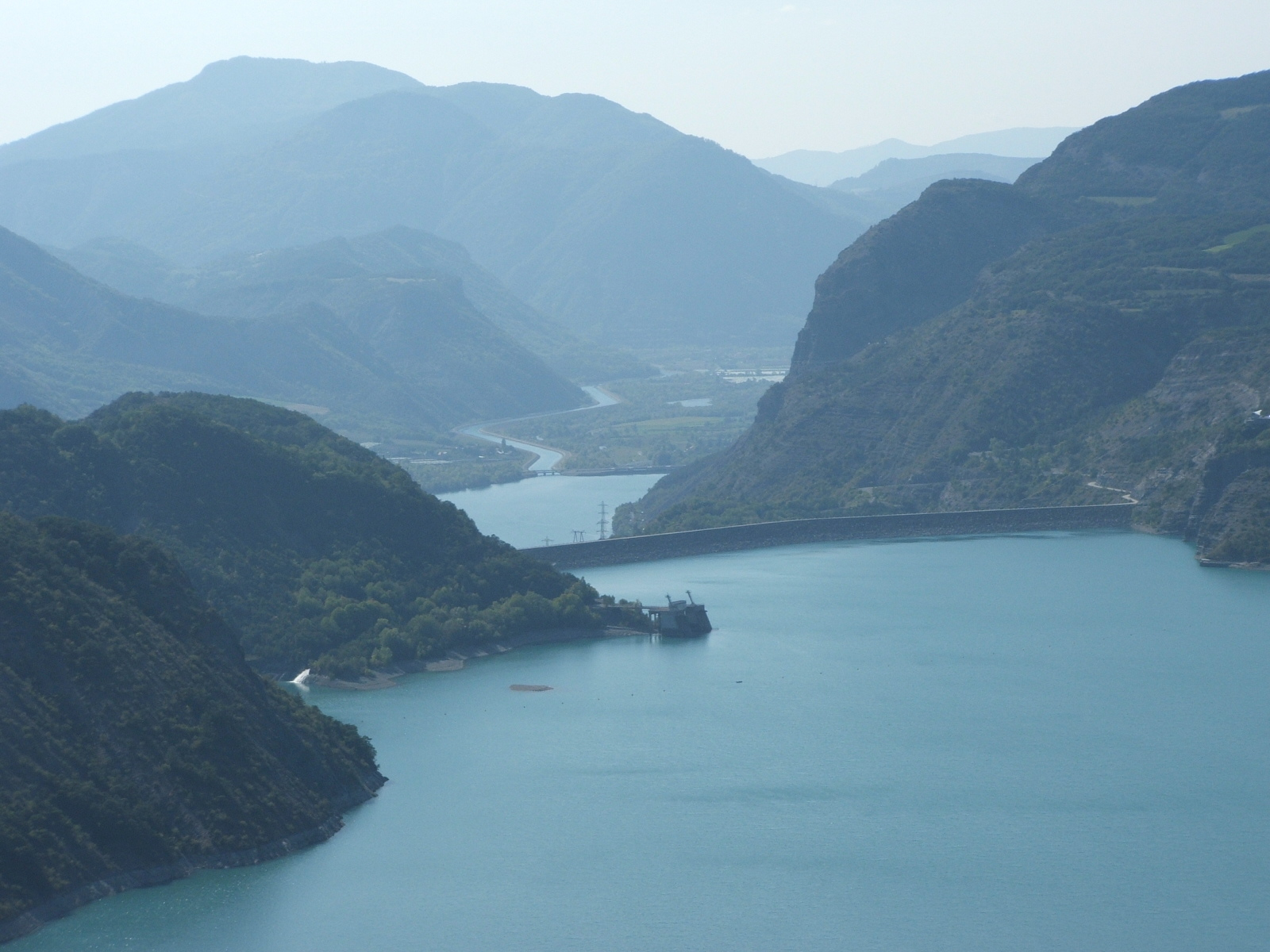
A Serre-Ponçon-víztározó

A régió területe a Földközi-tenger vízgyűjtőjén fekszik. Vízfolyásainak javarésze a Saône-Rhône folyórendszeréhez tartozik, kivéve a tengerbe közvetlenül torkolló folyókat, mint az Argens (torkolata Fréjus-nél) és a Var (torkolata Nizzánál).
A régió nyugati határán folyik Franciaország legbővízűbb folyója, a Rhône. Itteni jelentősebb mellékfolyója az Aigues, az Ouvèze és legnagyobb bal parti mellékfolyója, a Durance. A Rhône alsó folyásán, Arles-nál két ágra bomlik (Nagy- és Kis-Rhône) és deltatorkolattal ömlik a tengerbe. Völgyét és a Camargue vidékét hosszan kiépített gátak védik az árvizektől.
Az Alpok magashegységeiben eredő Durance a régió központi területein folyik végig és Avignon mellett ömlik a Rhône-ba. Gyors, nagy esésű alpesi patakok és folyók táplálják. Jelentősebb jobb oldali mellékfolyója középső folyásán a Büech, alsó folyásán a Calavon (Coulon); bal parti mellékfolyói: a Guil, az Ubaye, a Sasse, a Bléone, az Asse és a Verdon.
A Durance-völgy a francia Déli-Alpok létfontosságú tengelye. Franciaország második legnagyobb víztározója (28 km²), a folyón 1959-ben felduzzasztott Serre-Ponçon-tó és gátja szabályozza a Durance vízjárását, völgyében biztosítja az öntözéses növénytermesztést, a vízerőmű nagy mennyiségben termel villamosenergiát. A Verdonon kialakított legnagyobb víztározó a Verdon-kanyon végénél kezdődő Saint-Croix-tó (22 km²). Az 1960-as évek óta a Durance és a Verdon gátakkal és vízerőművekkel erőteljesen kiépült, ez lehetővé tette az öntözéses mezőgazdaság, az ipar és a turizmus fejlesztését, a vízhiányos és sűrűn lakott partmenti területek biztonságos ivóvízellátását. A Durance-Verdon rendszer a régió vízfelhasználásának kb. 60%-át fedezi és villamosenergia-termelésének 50%-át adja.

### Csatornák

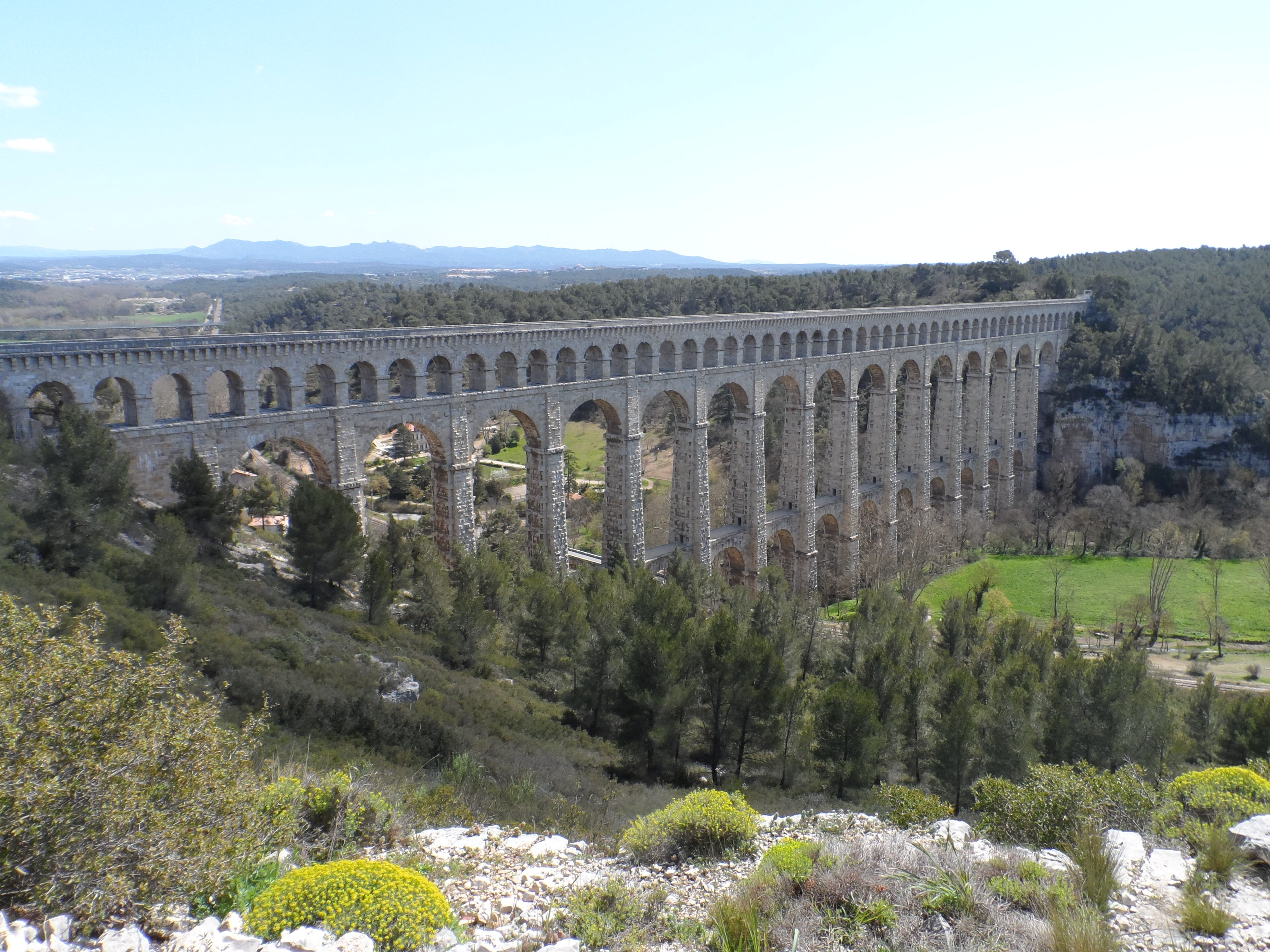
Marseille-csatorna része: a Roquefavour-akvadukt (2013)

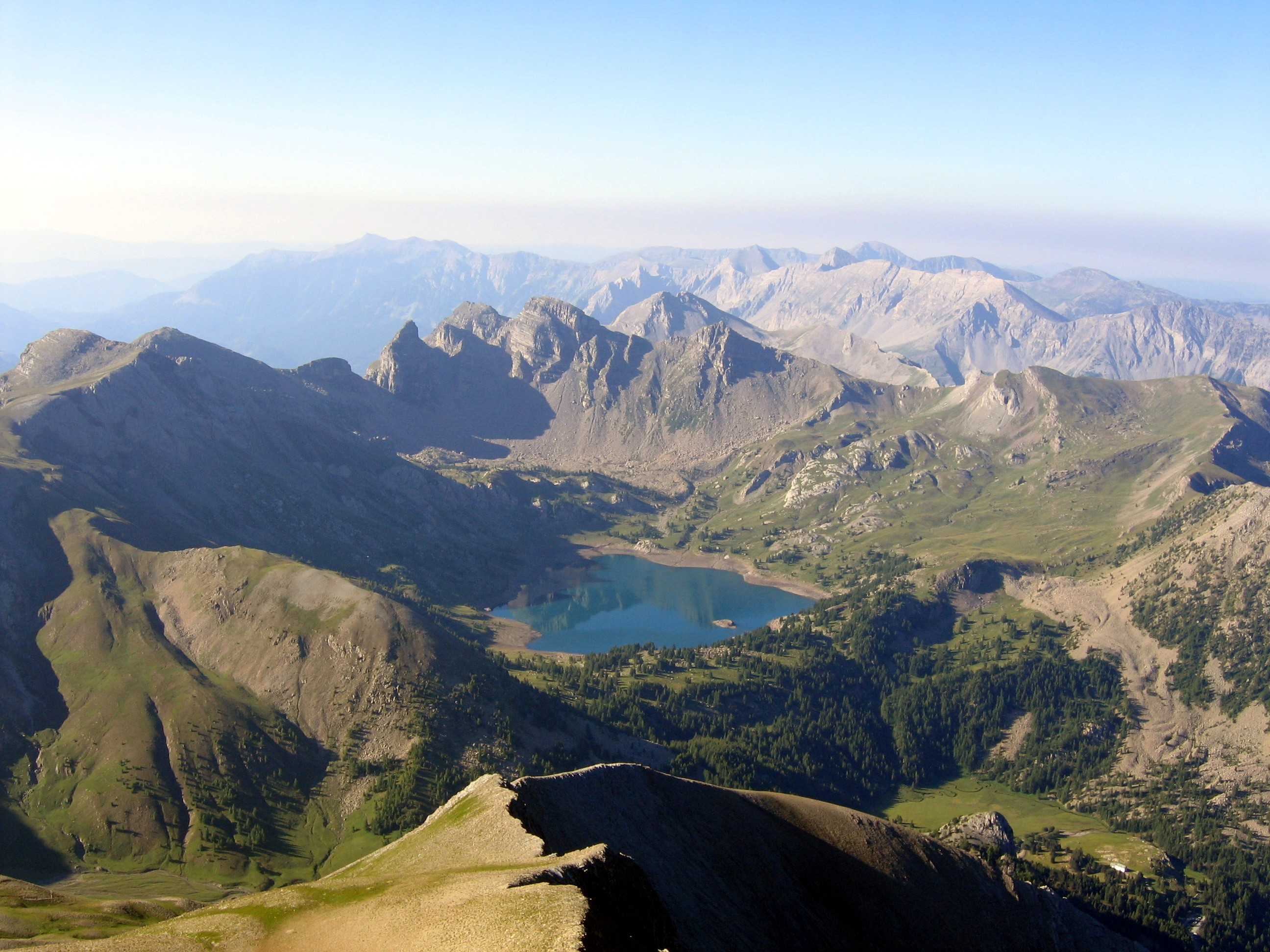
A hegyek közé zárt Allos-tó

A vízfelhasználást biztosító csatornarendszer Provence-ban évszázados hagyomány. A napjainkban is létező Saint-Julien-csatornát (canal Saint-Julien) először 1171-ben ásták ki. A Crau-síkság öntözésére készült a 16. században a canal de Craponne. Egyaránt a 19. század közepén épült a ma is működő canal de Carpentras öntözőcsatorna Vaucluse megyében – eredetileg 69 km-en (ma 85 km), a földekre juttató mellékcsatornák hossza több száz kilométer –, valamint szintén a Durance-ból kiinduló 80 km-es canal de Marseille, a nagyváros ivóvíz-ellátásának is egyik fő forrása.
A 20. század második felének jelentős létesítménye Bouches-du-Rhône és Var megyében a canal de Provence. Egyes szakaszainak összesített hossza: kb. 100 km nyílt és 130 km fedett csatorna. Két millió össznépességű 110 településre juttatja el a Verdon, kisebb részben a Durance vizét és 45 ezer hektár földterület öntözését teszi lehetővé. A hajózócsatornák közül megemlíthető az Arles-ból Port-de-Bouc kikötővárosba vezetett 47 km hosszú csatorna.

### Tavak
A víztározókon kívül kisebb-nagyob természetes tavak sokasága található a hegyekben, melyek medencéjét gleccserek hozták létre. Ilyen az Eychauda-tó az Écrins-hegységben (lac de l'Eychauda, 2514 m tengerszint feletti magasságban) vagy az Allos-tó (lac d'Allos, 2228 m), Európa egyik legnagyobb természetes magashegységi tava.
A tengermelléki Camargue legnagyobb tava a sós Vaccarès-tó (65 km²). Legmélyebb részén is alig két méter, a Rhône deltájában vándormadarak fontos pihenőhelye. A delta és Marseille között elterülő nagy lagúna a Berre-tó (Étang de Berre, 155 km²), melyet a Touloubre és az Arc nevű folyó táplál és egy 6,5 km-es csatorna (canal de Caronte) köt össze a Fos-öböllel és azon át a tengerrel. A tó partjain és környékén nagy ipari övezet létesült olajfinomítókkal, és itt van (Marignane-ban) a Marseille Provence repülőtér.

## Nemzeti és natúrparkok

A régió „parkjai”. A térkép csak három nemzeti parkot (PN) és csak négy regionális natúrparkot (PNR) tüntet fel (2009)

Franciaországban 2020-ig tizenegy nemzeti parkot (parc national) hoztak létre, ebből nyolc van az ország európai területén, közülük négy a PACA régióban. Kettő a Földközi-tenger partvidékének, kettő az Alpok, illetve Elő-Alpok hegyvidékének része.
- A Calanques nemzeti park a Marseille és Cassis között húzódó Massif des Calanques hegységre és sziklás tengeröbleire terjed ki.
- A Port-Cros nemzeti park a Francia Riviéra nevezetes üdülőhelye, Hyères körzetében található szigetcsoport területének jelentős részét foglalja magában; legnagyobb szigete a Porquerolles (L'île de Porquerolles).
- Az Écrins nemzeti park az Alpokhoz tartozó Écrins-hegység nagyrészét fedi le, részben kiterjed a szomszédos Auvergne-Rhône-Alpes régióra is. A francia északi és déli Alpok közötti határon, az Isère és a Durance vízválasztóját vidékét foglalja magában.
- A Mercantour nemzeti parkot a Riviérától északra elterülő hegységek és folyóvölgyek egy részének területein alakították ki Alpes-Maritimes és Alpes-de-Haute-Provence megyében.

A 2020-as évek elejére a régióban kilenc regionális natúrparkot (parc naturel régional) létesítettek: Alpilles-, Baronnies provençales-, Camargue-, Luberon-, Mont-Ventoux-, Préalpes d’Azur-, Queyras-, Sainte-Baume- és Verdon natúrpark. Közülük néhányat a szomszédos régióval közös területen alakítottak ki. A kilenc park a régió területének kb. 30%-ára terjed ki.

## Éghajlata
PACA-t a mediterrán éghajlat jellemzi. A nyár forró (átlag 23 °C júliusban a tengerparton), vagy nagyon forró a szárazföldön (több, mint 35 °C). Az Alpokban, az alacsonyabb hőmérséklet (18-20 °C).
A terület különösen napos: a napsütéses órák száma 2700-3000. 
A tél hideg a zord, havas hegyek között, de enyhe a tengerparton, különösen a francia Riviérán. A Rhone-völgy, és a partmenti rész a misztráltól szenved, mely hideg és keményen fúj észak felől.
Az éves csapadék változó; 600 mm (Rhône-delta), 1000 mm (Alpok) között, de nagyon egyenlőtlenül oszlik el.

## Közigazgatási beosztása

Provence-Alpes-Côte d’Azur megyéi

|    | Megye                   | (Al)prefektúra  | Kerület | Kanton | Község |
| -- | ----------------------- | --------------- | ------- | ------ | ------ |
| 04 | Alpes-de-Haute-Provence | Digne-les-Bains | 4       | 15     | 198    |
| 05 | Hautes-Alpes            | Gap             | 2       | 15     | 162    |
| 06 | Alpes-Maritimes         | Nizza           | 2       | 27     | 163    |
| 13 | Bouches-du-Rhône        | Marseille       | 4       | 29     | 119    |
| 83 | Var                     | Toulon          | 3       | 23     | 153    |
| 84 | Vaucluse                | Avignon         | 3       | 17     | 151    |
|    | Összesen:               | Összesen:       | 18      | 126    | 946    |

## Népessége
A régió teljes népessége 2020. január 1-jén 5 098 666 fő volt.
| Lakosok száma | 4 935 576 | 4 953 675 | 4 983 438 | 5 007 977 | 5 030 890 | 5 052 832 | 5 081 101 | 5 098 666 | 5 127 840 | 5 170 312 |
|               | 2012      | 2013      | 2014      | 2015      | 2017      | 2018      | 2019      | 2020      | 2021      | 2022      |

A megyék és a megyeszékhelyek népessége (2020. jan. 1.):
| Megye                   | Népesség  | Székhely        | Népesség |
| ----------------------- | --------- | --------------- | -------- |
| Bouches-du-Rhône        | 2 048 070 | Marseille       | 870 321  |
| Alpes-Maritimes         | 1 097 410 | Nizza           | 343 477  |
| Var                     | 1 085 189 | Toulon          | 179 659  |
| Vaucluse                | 561 941   | Avignon         | 90 597   |
| Alpes-de-Haute-Provence | 165 451   | Digne-les-Bains | 16 864   |
| Hautes-Alpes            | 140 605   | Gap             | 40 111   |

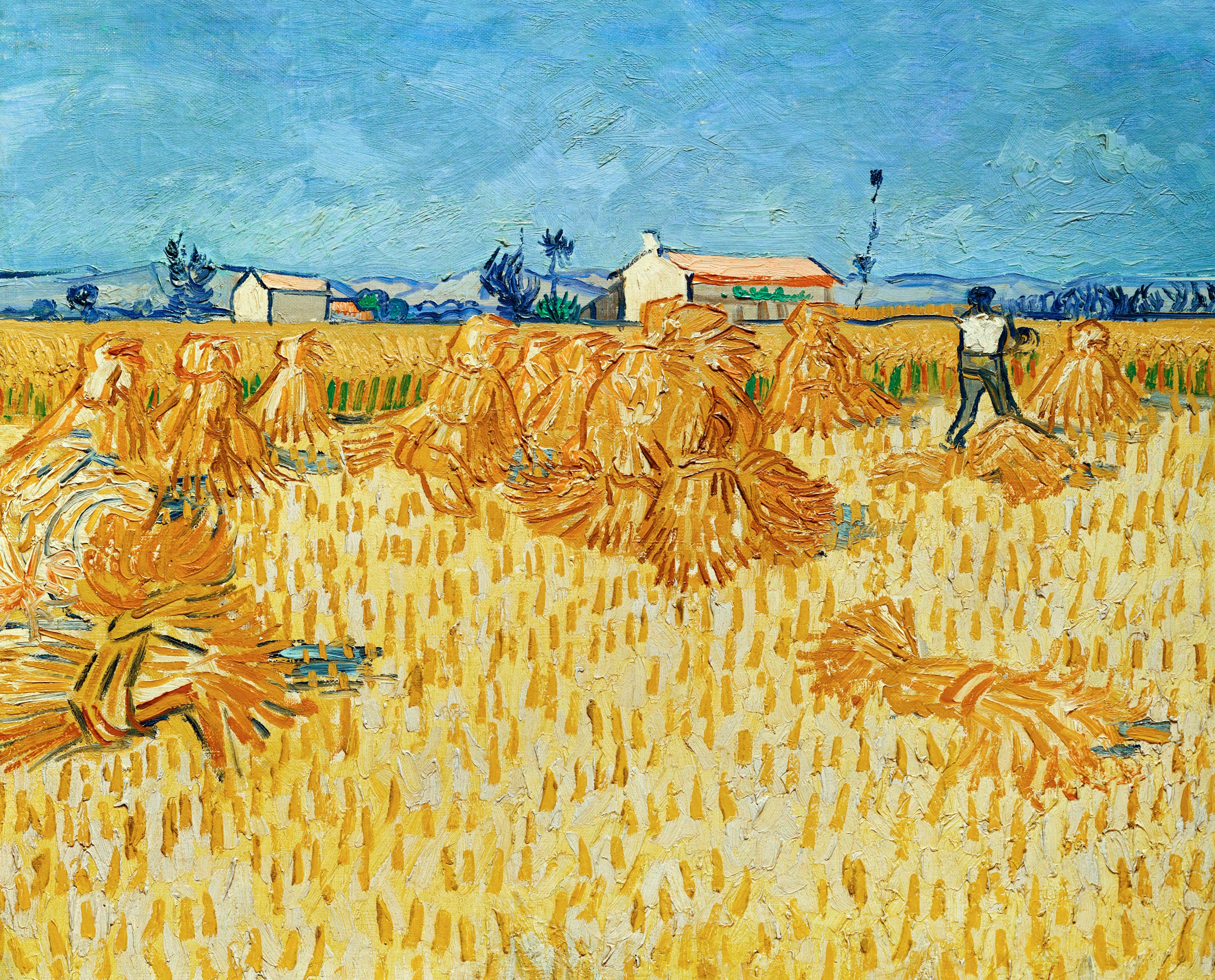
Vincent van Gogh: Aratás Provence-ban (1888)

A táblázatból kiolvasható, hogy a legnépesebbek a tengerparttal rendelkező megyék (Bouches-du-Rhône, Alpes-Maritimes, Var), itt lakik a régió összlakosságának 83%-a. A másik három „belső”, tengerparttal nem rendelkező  megye lélekszáma együtt sem éri el a központi város, Marseille lakosságának számát. Az is jól látszik, hogy a három legnépesebb megyeszékhely – Marseille, Nizza, Toulon – egyaránt tengerparti város.
A lakosság kb. 90%-a városban él, Provence-Alpes-Côte d’Azur az Île-de-France után az ország második legurbanizáltabb régiója. A lakosság eloszlása a régióban régóta nagyon egyenlőtlen. A Rhône völgye és a partvidék mentén kialakult városi hálózattal ellentétben a régió többi része laza településhálózatot alkot, nagyobb központok nélkül.
Városok 50 000 főt meghaladó népességgel (2020. jan. 1.):

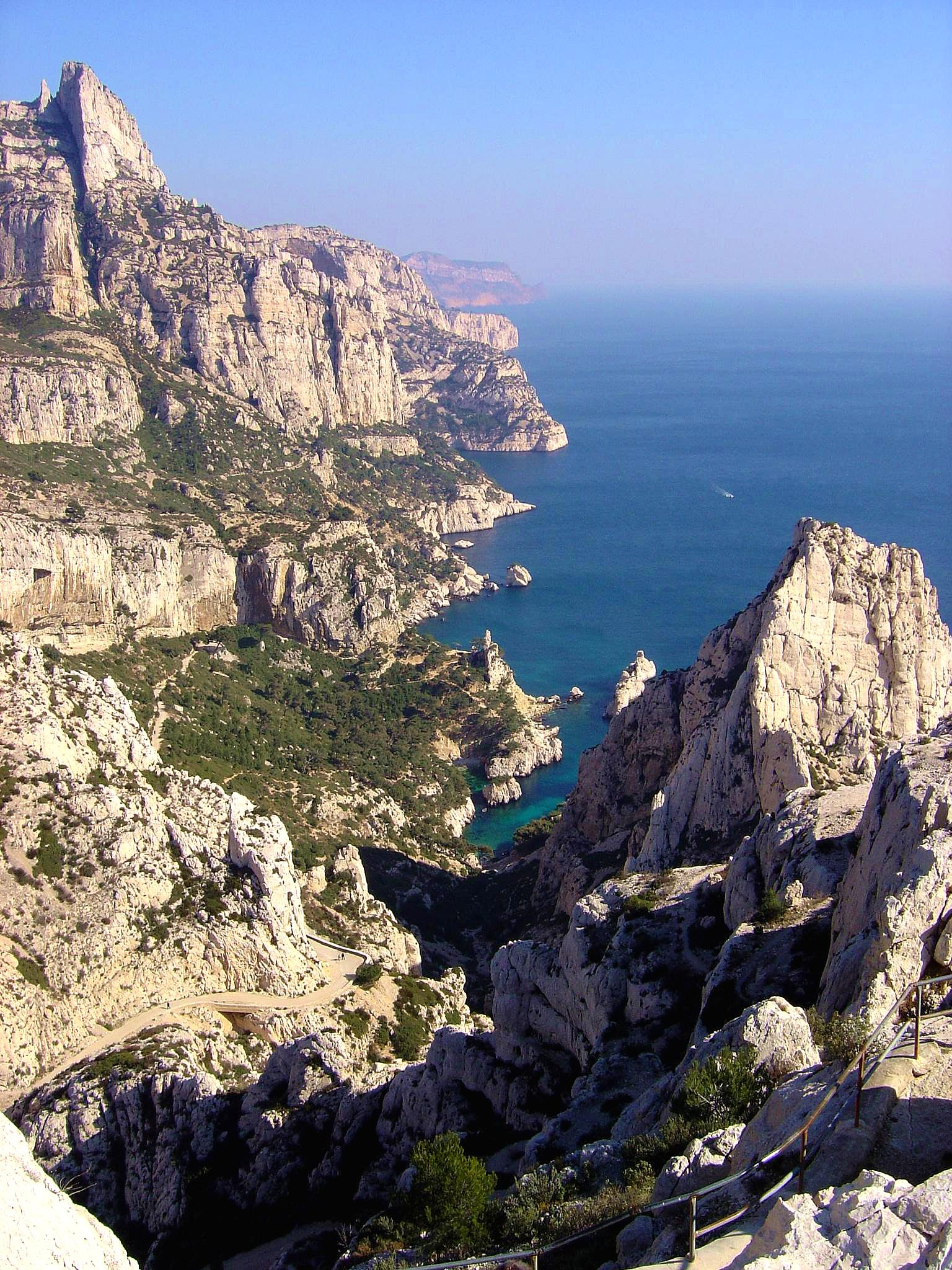
A Calanques Marseille mellett

| Város            | Népesség | Megye            |
| ---------------- | -------- | ---------------- |
| Marseille        | 870 321  | Bouches-du-Rhône |
| Nizza            | 343 477  | Alpes-Maritimes  |
| Toulon           | 179 659  | Var              |
| Aix-en-Provence  | 147 122  | Bouches-du-Rhône |
| Avignon          | 90 597   | Vaucluse         |
| Antibes          | 74 709   | Alpes-Maritimes  |
| Cannes           | 72 435   | Alpes-Maritimes  |
| La Seyne-sur-Mer | 62 232   | Var              |
| Fréjus           | 55 750   | Var              |
| Hyères           | 54 615   | Var              |
| Cagnes-sur-Mer   | 52 100   | Alpes-Maritimes  |
| Arles            | 50 968   | Bouches-du-Rhône |